# توزیع تی-استیودنت
در هنگام تعیین تقریبی میانگین نمونه‌های برداشته شده از یک متغیر تصادفی، توزیع تی-استودنت (به انگلیسی: Student's t-distribution) مطرح می‌شود. این توزیع، اساس آزمونی به نام «تست تی» است که مقدار اطمینان از تفاوت دو متغیر تصادفی را از روی نمونه‌هایشان اعلام می‌کند.

## آزمون تی استیودنت
آزمون تی-استیودنت (به انگلیسی: T student) برای ارزیابی میزان هم‌قوارگی یا یکسان بودن و نبودن میانگین نمونه‌ای با میانگین جامعه در حالتی به کار می‌رود که انحراف معیار جامعه مجهول باشد چون توزیع t در مورد نمونه‌های کوچک با استفاده از درجات آزادی تعدیل می‌شود، می‌توان از این آزمون برای نمونه‌های بسیار کوچک استفاده نمود.

## چگونگی ساخته شدن توزیع تی
فرض کنید که X1, ..., Xn متغیرهای تصادفی مستقل نرمال با میانگین {\displaystyle \mu } و واریانس σ2 هستند.
اگر میانگین n نمونه فوق مقدار:
{\displaystyle {\overline {X}}_{n}=(X_{1}+\cdots +X_{n})/n}
و واریانس آن :
{\displaystyle {S_{n}}^{2}={\frac {1}{n-1}}\sum _{i=1}^{n}\left(X_{i}-{\overline {X}}_{n}\right)^{2}}
باشند. می‌توان به راحتی اثبات کرد که متغیر Z:
{\displaystyle Z={\frac {{\overline {X}}_{n}-\mu }{\sigma /{\sqrt {n}}}}}
یک متغیر تصادفی نرمال با میانگین صفر و واریانس ۱ است.
حال به جای متغیر Z فوق ، متغیر T را به صورت زیر تعریف می‌کنیم.
{\displaystyle T={\frac {{\overline {X}}_{n}-\mu }{S_{n}/{\sqrt {n}}}},}
μ پارامتر غیر مرکزیت می‌باشد .
فرق این متغیر با Z، در این است که به جای {\displaystyle \scriptstyle \sigma } (مقدار واقعی واریانس) از مقدار تخمینی آن {\displaystyle \scriptstyle S_{n}}. استفاده شده‌است. می‌توان نشان داد که متغیر T تابع توزیع احتمالی به فرم زیر دارد.
{\displaystyle f(t)={\frac {\Gamma ({\frac {\nu +1}{2}})}{{\sqrt {\nu \pi }}\,\Gamma ({\frac {\nu }{2}})}}\left(1+{\frac {t^{2}}{\nu }}\right)^{-({\frac {\nu +1}{2}})}\!,}
که ν (که درجه آزادی تابع است) برابر است با n − 1 و Γ تابع گاما است.

تابع فوق را به صورت زیر نیز می‌توان نگاشت:
{\displaystyle f(t)={\frac {1}{{\sqrt {\nu }}\,B\left({\frac {1}{2}},{\frac {\nu }{2}}\right)}}\left(1+{\frac {t^{2}}{\nu }}\right)^{-({\frac {\nu +1}{2}})}\!,}
که در آن B، تابع بتا است.
همان‌طور که دیده می‌شود، تابع توزیع نسبت به μ یا σ مستقل است.
ممان‌های این تابع توزیع به صورت زیر هستند.
{\displaystyle E(T^{k})={\begin{cases}0&{\mbox{k odd}},\quad 0<k<\nu \\{\frac {\Gamma ({\frac {k+1}{2}})\Gamma ({\frac {\nu -k}{2}})\nu ^{k/2}}{{\sqrt {\pi }}\Gamma ({\frac {\nu }{2}})}}&{\mbox{k even}},\quad 0<k<\nu \\{\mbox{NaN}}&{\mbox{k odd}},\quad 0<\nu \leq k\\\infty &{\mbox{k even}},\quad 0<\nu \leq k\\\end{cases}}}
اگر ‎ 0 <k <ν ‏ و k زوج باشد، با توجه به خواص تابع گاما، ممان‌ها به صورت زیر ساده می‌شوند:
{\displaystyle E(T^{k})=\prod _{i=1}^{k/2}{\frac {2i-1}{\nu -2i}}\nu ^{k/2}\qquad k{\mbox{ even}},\quad 0<k<\nu .}

## تست تی
برای بررسی این نکته که میانگین نمونه‌های برداشته شده از یک متغیر تصادفی تا چه حد به میزان «واقعی» (که آزمایشگر نمی‌داند) نزدیک است از تست تی-استیودنت استفاده می‌شود.
- مثال: میانگین طول عمر ۱۵ بیمار سرطانی که داروی الف را مصرف کردند ۱۱۰ روز است با واریانس ۱۵. میانگین طول عمر ۱۵ بیمار دیگر که داروی مورد آزمایش را مصرف نکردند، ۱۰۰ روز گشته‌است با واریانس ۱۲. سؤال: آیا بهبود در میانگین طول عمر بیمارانی که از داروی جدید استفاده کردند ناشی از عملکرد دارو است یا خطای میانگین‌گیری ناشی از تعداد محدود نمونه‌ها؟
- جواب:

فرض صفر این مسئله را این قرار می‌دهیم که دارو اثری نداشته‌است. یا به عبارت دیگر می‌شود این طور فرض کرد که نمونه‌های برداشته شده از هر دو گروه، در واقع نمونه‌گیری از یک متغیر تصادفی است. در این مسئله، ما فرض صفر خود را هنگامی نقض می‌کنیم، که به احتمال ۹۵ درصد مطمئن شویم که غلط است. (این عدد اختیاری است)
این یک مسئله با ۱۴ درجه آزادی و دوطرفه است. پس، از جدول مقادیر توزیع t، مقداری را که از تقاطع ۰٫۹۷۵ درصد (مقادیر جدول از احتمال یک طرفه حاصل شده‌اند) و ۱۴ درجه آزادی حاصل می‌شود را می‌یابیم: ۲٫۱۴۵. این مقدار را اگر در واریانس اختلاف نمونه‌ها ضرب کنیم (در محاسبه این واریانس فرض مستقل بودن را نیز کرده‌ایم) و بر ریشه ۱۵ تقسیم کنیم عدد ۱۰٫۵۸ حاصل می‌گردد.
پس به احتمال ۹۵ درصد، اگر دارو اثری نداشته باشد، باید اختلاف میانگین دو نمونه بین مثبت و منفی ۱۰٫۵۸ باشد. که در این مثال هست. پس با قطعیت نمی‌توان از اثر مثبت دارو صحبت کرد.

## آزمون تی هتلینگ
آزمون T هتلینگ تعمیم یافته t استیودنت است. در آزمون t یک نمونه‌ای، میانگین یک صفت از یک نمونه، با یک عدد فرضی که میانگین آن صفت از جامعه فرض می‌شد، مورد مقایسه قرار می‌گرفت، اما در T هتلینگ K متغیر (صفت) از آن جامعه (نمونه‌های جامعه) با k عدد فرضی، مورد مقایسه قرار می‌گیرند.
در واقع این آزمون از نوع آزمونهای چند متغیره‌است که همقوارگی (Goodness of fit) را بین صفت‌های مختلف از جامعه بدست می‌دهد. در T هتلینگ دو نمونه‌ای نیز همچون T استیودنت دو نمونه‌ای، مقایسه دو نمونه‌است اما در این آزمون K صفت از یک جامعه (نمونه) با K صفت از جامعه دیگر (نمونه دیگر) مورد مقایسه قرار می‌گیرد.

## جدول مقادیر توزیع t
توجه کنید که مقادیر این جدول از احتمال یک طرفه به دست آمده‌اند. برای استفاده از آن در مسائل دوطرفه باید ابتدا مقدار احتمال را به یک طرفه تبدیل کنید. مثالا در ۹۰ درصد در احتمال دوطرفه، می‌شود ۹۵ درصد یک طرفه.
| df                      | ۷۵٪   | ۸۰٪   | ۸۵٪   | ۹۰٪   | ۹۵٪   | ۹۷٫۵٪ | ۹۹٪   | ۹۹٫۵٪ | ۹۹٫۷۵٪ | ۹۹٫۹٪ | ۹۹٫۹۵٪ |
| ----------------------- | ----- | ----- | ----- | ----- | ----- | ----- | ----- | ----- | ------ | ----- | ------ |
| ۱                       | ۱٫۰۰۰ | ۱٫۳۷۶ | ۱٫۹۶۳ | ۳٫۰۷۸ | ۶٫۳۱۴ | ۱۲٫۷۱ | ۳۱٫۸۲ | ۶۳٫۶۶ | ۱۲۷٫۳  | ۳۱۸٫۳ | ۶۳۶٫۶  |
| ۲                       | ۰٫۸۱۶ | ۱٫۰۶۱ | ۱٫۳۸۶ | ۱٫۸۸۶ | ۲٫۹۲۰ | ۴٫۳۰۳ | ۶٫۹۶۵ | ۹٫۹۲۵ | ۱۴٫۰۹  | ۲۲٫۳۳ | ۳۱٫۶۰  |
| ۳                       | ۰٫۷۶۵ | ۰٫۹۷۸ | ۱٫۲۵۰ | ۱٫۶۳۸ | ۲٫۳۵۳ | ۳٫۱۸۲ | ۴٫۵۴۱ | ۵٫۸۴۱ | ۷٫۴۵۳  | ۱۰٫۲۱ | ۱۲٫۹۲  |
| ۴                       | ۰٫۷۴۱ | ۰٫۹۴۱ | ۱٫۱۹۰ | ۱٫۵۳۳ | ۲٫۱۳۲ | ۲٫۷۷۶ | ۳٫۷۴۷ | ۴٫۶۰۴ | ۵٫۵۹۸  | ۷٫۱۷۳ | ۸٫۶۱۰  |
| ۵                       | ۰٫۷۲۷ | ۰٫۹۲۰ | ۱٫۱۵۶ | ۱٫۴۷۶ | ۲٫۰۱۵ | ۲٫۵۷۱ | ۳٫۳۶۵ | ۴٫۰۳۲ | ۴٫۷۷۳  | ۵٫۸۹۳ | ۶٫۸۶۹  |
| ۶                       | ۰٫۷۱۸ | ۰٫۹۰۶ | ۱٫۱۳۴ | ۱٫۴۴۰ | ۱٫۹۴۳ | ۲٫۴۴۷ | ۳٫۱۴۳ | ۳٫۷۰۷ | ۴٫۳۱۷  | ۵٫۲۰۸ | ۵٫۹۵۹  |
| ۷                       | ۰٫۷۱۱ | ۰٫۸۹۶ | ۱٫۱۱۹ | ۱٫۴۱۵ | ۱٫۸۹۵ | ۲٫۳۶۵ | ۲٫۹۹۸ | ۳٫۴۹۹ | ۴٫۰۲۹  | ۴٫۷۸۵ | ۵٫۴۰۸  |
| ۸                       | ۰٫۷۰۶ | ۰٫۸۸۹ | ۱٫۱۰۸ | ۱٫۳۹۷ | ۱٫۸۶۰ | ۲٫۳۰۶ | ۲٫۸۹۶ | ۳٫۳۵۵ | ۳٫۸۳۳  | ۴٫۵۰۱ | ۵٫۰۴۱  |
| ۹                       | ۰٫۷۰۳ | ۰٫۸۸۳ | ۱٫۱۰۰ | ۱٫۳۸۳ | ۱٫۸۳۳ | ۲٫۲۶۲ | ۲٫۸۲۱ | ۳٫۲۵۰ | ۳٫۶۹۰  | ۴٫۲۹۷ | ۴٫۷۸۱  |
| ۱۰                      | ۰٫۷۰۰ | ۰٫۸۷۹ | ۱٫۰۹۳ | ۱٫۳۷۲ | ۱٫۸۱۲ | ۲٫۲۲۸ | ۲٫۷۶۴ | ۳٫۱۶۹ | ۳٫۵۸۱  | ۴٫۱۴۴ | ۴٫۵۸۷  |
| ۱۱                      | ۰٫۶۹۷ | ۰٫۸۷۶ | ۱٫۰۸۸ | ۱٫۳۶۳ | ۱٫۷۹۶ | ۲٫۲۰۱ | ۲٫۷۱۸ | ۳٫۱۰۶ | ۳٫۴۹۷  | ۴٫۰۲۵ | ۴٫۴۳۷  |
| ۱۲                      | ۰٫۶۹۵ | ۰٫۸۷۳ | ۱٫۰۸۳ | ۱٫۳۵۶ | ۱٫۷۸۲ | ۲٫۱۷۹ | ۲٫۶۸۱ | ۳٫۰۵۵ | ۳٫۴۲۸  | ۳٫۹۳۰ | ۴٫۳۱۸  |
| ۱۳                      | ۰٫۶۹۴ | ۰٫۸۷۰ | ۱٫۰۷۹ | ۱٫۳۵۰ | ۱٫۷۷۱ | ۲٫۱۶۰ | ۲٫۶۵۰ | ۳٫۰۱۲ | ۳٫۳۷۲  | ۳٫۸۵۲ | ۴٫۲۲۱  |
| ۱۴                      | ۰٫۶۹۲ | ۰٫۸۶۸ | ۱٫۰۷۶ | ۱٫۳۴۵ | ۱٫۷۶۱ | ۲٫۱۴۵ | ۲٫۶۲۴ | ۲٫۹۷۷ | ۳٫۳۲۶  | ۳٫۷۸۷ | ۴٫۱۴۰  |
| ۱۵                      | ۰٫۶۹۱ | ۰٫۸۶۶ | ۱٫۰۷۴ | ۱٫۳۴۱ | ۱٫۷۵۳ | ۲٫۱۳۱ | ۲٫۶۰۲ | ۲٫۹۴۷ | ۳٫۲۸۶  | ۳٫۷۳۳ | ۴٫۰۷۳  |
| ۱۶                      | ۰٫۶۹۰ | ۰٫۸۶۵ | ۱٫۰۷۱ | ۱٫۳۳۷ | ۱٫۷۴۶ | ۲٫۱۲۰ | ۲٫۵۸۳ | ۲٫۹۲۱ | ۳٫۲۵۲  | ۳٫۶۸۶ | ۴٫۰۱۵  |
| ۱۷                      | ۰٫۶۸۹ | ۰٫۸۶۳ | ۱٫۰۶۹ | ۱٫۳۳۳ | ۱٫۷۴۰ | ۲٫۱۱۰ | ۲٫۵۶۷ | ۲٫۸۹۸ | ۳٫۲۲۲  | ۳٫۶۴۶ | ۳٫۹۶۵  |
| ۱۸                      | ۰٫۶۸۸ | ۰٫۸۶۲ | ۱٫۰۶۷ | ۱٫۳۳۰ | ۱٫۷۳۴ | ۲٫۱۰۱ | ۲٫۵۵۲ | ۲٫۸۷۸ | ۳٫۱۹۷  | ۳٫۶۱۰ | ۳٫۹۲۲  |
| ۱۹                      | ۰٫۶۸۸ | ۰٫۸۶۱ | ۱٫۰۶۶ | ۱٫۳۲۸ | ۱٫۷۲۹ | ۲٫۰۹۳ | ۲٫۵۳۹ | ۲٫۸۶۱ | ۳٫۱۷۴  | ۳٫۵۷۹ | ۳٫۸۸۳  |
| ۲۰                      | ۰٫۶۸۷ | ۰٫۸۶۰ | ۱٫۰۶۴ | ۱٫۳۲۵ | ۱٫۷۲۵ | ۲٫۰۸۶ | ۲٫۵۲۸ | ۲٫۸۴۵ | ۳٫۱۵۳  | ۳٫۵۵۲ | ۳٫۸۵۰  |
| ۲۱                      | ۰٫۶۸۶ | ۰٫۸۵۹ | ۱٫۰۶۳ | ۱٫۳۲۳ | ۱٫۷۲۱ | ۲٫۰۸۰ | ۲٫۵۱۸ | ۲٫۸۳۱ | ۳٫۱۳۵  | ۳٫۵۲۷ | ۳٫۸۱۹  |
| ۲۲                      | ۰٫۶۸۶ | ۰٫۸۵۸ | ۱٫۰۶۱ | ۱٫۳۲۱ | ۱٫۷۱۷ | ۲٫۰۷۴ | ۲٫۵۰۸ | ۲٫۸۱۹ | ۳٫۱۱۹  | ۳٫۵۰۵ | ۳٫۷۹۲  |
| ۲۳                      | ۰٫۶۸۵ | ۰٫۸۵۸ | ۱٫۰۶۰ | ۱٫۳۱۹ | ۱٫۷۱۴ | ۲٫۰۶۹ | ۲٫۵۰۰ | ۲٫۸۰۷ | ۳٫۱۰۴  | ۳٫۴۸۵ | ۳٫۷۶۷  |
| ۲۴                      | ۰٫۶۸۵ | ۰٫۸۵۷ | ۱٫۰۵۹ | ۱٫۳۱۸ | ۱٫۷۱۱ | ۲٫۰۶۴ | ۲٫۴۹۲ | ۲٫۷۹۷ | ۳٫۰۹۱  | ۳٫۴۶۷ | ۳٫۷۴۵  |
| ۲۵                      | ۰٫۶۸۴ | ۰٫۸۵۶ | ۱٫۰۵۸ | ۱٫۳۱۶ | ۱٫۷۰۸ | ۲٫۰۶۰ | ۲٫۴۸۵ | ۲٫۷۸۷ | ۳٫۰۷۸  | ۳٫۴۵۰ | ۳٫۷۲۵  |
| ۲۶                      | ۰٫۶۸۴ | ۰٫۸۵۶ | ۱٫۰۵۸ | ۱٫۳۱۵ | ۱٫۷۰۶ | ۲٫۰۵۶ | ۲٫۴۷۹ | ۲٫۷۷۹ | ۳٫۰۶۷  | ۳٫۴۳۵ | ۳٫۷۰۷  |
| ۲۷                      | ۰٫۶۸۴ | ۰٫۸۵۵ | ۱٫۰۵۷ | ۱٫۳۱۴ | ۱٫۷۰۳ | ۲٫۰۵۲ | ۲٫۴۷۳ | ۲٫۷۷۱ | ۳٫۰۵۷  | ۳٫۴۲۱ | ۳٫۶۹۰  |
| ۲۸                      | ۰٫۶۸۳ | ۰٫۸۵۵ | ۱٫۰۵۶ | ۱٫۳۱۳ | ۱٫۷۰۱ | ۲٫۰۴۸ | ۲٫۴۶۷ | ۲٫۷۶۳ | ۳٫۰۴۷  | ۳٫۴۰۸ | ۳٫۶۷۴  |
| ۲۹                      | ۰٫۶۸۳ | ۰٫۸۵۴ | ۱٫۰۵۵ | ۱٫۳۱۱ | ۱٫۶۹۹ | ۲٫۰۴۵ | ۲٫۴۶۲ | ۲٫۷۵۶ | ۳٫۰۳۸  | ۳٫۳۹۶ | ۳٫۶۵۹  |
| ۳۰                      | ۰٫۶۸۳ | ۰٫۸۵۴ | ۱٫۰۵۵ | ۱٫۳۱۰ | ۱٫۶۹۷ | ۲٫۰۴۲ | ۲٫۴۵۷ | ۲٫۷۵۰ | ۳٫۰۳۰  | ۳٫۳۸۵ | ۳٫۶۴۶  |
| ۴۰                      | ۰٫۶۸۱ | ۰٫۸۵۱ | ۱٫۰۵۰ | ۱٫۳۰۳ | ۱٫۶۸۴ | ۲٫۰۲۱ | ۲٫۴۲۳ | ۲٫۷۰۴ | ۲٫۹۷۱  | ۳٫۳۰۷ | ۳٫۵۵۱  |
| ۵۰                      | ۰٫۶۷۹ | ۰٫۸۴۹ | ۱٫۰۴۷ | ۱٫۲۹۹ | ۱٫۶۷۶ | ۲٫۰۰۹ | ۲٫۴۰۳ | ۲٫۶۷۸ | ۲٫۹۳۷  | ۳٫۲۶۱ | ۳٫۴۹۶  |
| ۶۰                      | ۰٫۶۷۹ | ۰٫۸۴۸ | ۱٫۰۴۵ | ۱٫۲۹۶ | ۱٫۶۷۱ | ۲٫۰۰۰ | ۲٫۳۹۰ | ۲٫۶۶۰ | ۲٫۹۱۵  | ۳٫۲۳۲ | ۳٫۴۶۰  |
| ۸۰                      | ۰٫۶۷۸ | ۰٫۸۴۶ | ۱٫۰۴۳ | ۱٫۲۹۲ | ۱٫۶۶۴ | ۱٫۹۹۰ | ۲٫۳۷۴ | ۲٫۶۳۹ | ۲٫۸۸۷  | ۳٫۱۹۵ | ۳٫۴۱۶  |
| ۱۰۰                     | ۰٫۶۷۷ | ۰٫۸۴۵ | ۱٫۰۴۲ | ۱٫۲۹۰ | ۱٫۶۶۰ | ۱٫۹۸۴ | ۲٫۳۶۴ | ۲٫۶۲۶ | ۲٫۸۷۱  | ۳٫۱۷۴ | ۳٫۳۹۰  |
| ۱۲۰                     | ۰٫۶۷۷ | ۰٫۸۴۵ | ۱٫۰۴۱ | ۱٫۲۸۹ | ۱٫۶۵۸ | ۱٫۹۸۰ | ۲٫۳۵۸ | ۲٫۶۱۷ | ۲٫۸۶۰  | ۳٫۱۶۰ | ۳٫۳۷۳  |
| {\displaystyle \infty } | ۰٫۶۷۴ | ۰٫۸۴۲ | ۱٫۰۳۶ | ۱٫۲۸۲ | ۱٫۶۴۵ | ۱٫۹۶۰ | ۲٫۳۲۶ | ۲٫۵۷۶ | ۲٫۸۰۷  | ۳٫۰۹۰ | ۳٫۲۹۱  |

## توزیع‌های مرتبط
- {\displaystyle X\sim \mathrm {t} (\nu )} دارای توزیع تی است، اگر {\displaystyle \sigma ^{2}\sim {\mbox{Inv-}}\chi ^{2}(\nu ,1)\!} دارای توزیع عکس کای‌دو مقیاس شده بوده و {\displaystyle X\sim \mathrm {N} (0,\sigma ^{2})\!} دارای توزیع نرمال باشد.
- {\displaystyle Y\sim \mathrm {F} (\nu _{1}=1,\nu _{2}=\nu )} دارای توزیع اف است اگر {\displaystyle Y=X^{2}\!} و {\displaystyle X\sim \mathrm {t} (\nu )\!} دارای توزیع تی-استودنت باشد.
- {\displaystyle Y\sim \mathrm {N} (0,1)\!} دارای توزیع نرمال است اگر {\displaystyle Y=\lim _{\nu \to \infty }X} و {\displaystyle X\sim \mathrm {t} (\nu )}.
- {\displaystyle X\sim \mathrm {Cauchy} (0,1)} دارای توزیع کوشی است اگر {\displaystyle X\sim \mathrm {t} (\nu =1)}.